# Suleeporn Jittariyakul
Suleeporn Jittariyakul (Thai: ศุลีพร จิตตริยกุล; * um 1955) ist eine ehemalige thailändische Badmintonspielerin. 

## Sportliche Karriere
In ihrer Heimat siegte sie erstmals 1979 bei den thailändischen Meisterschaften im Doppel mit Sirisriro Patama. 1980 wurde sie Meisterin im Dameneinzel des mittlerweile aufgespaltenen thailändischen Badmintonverbandes, wobei sie für den Teil des Verbandes, der dem WBF angehörte, startete.
Bei der Weltmeisterschaft dieses weniger bedeutenden Verbandes siegte sie 1979 im Doppel mit Sirisriro Patama. Im Finale besiegten sie dabei Liu Xia und Zhang Ailing aus dem gastgebenden China mit 15:10 und 15:11.